# Mohammed Hussein Tantawi

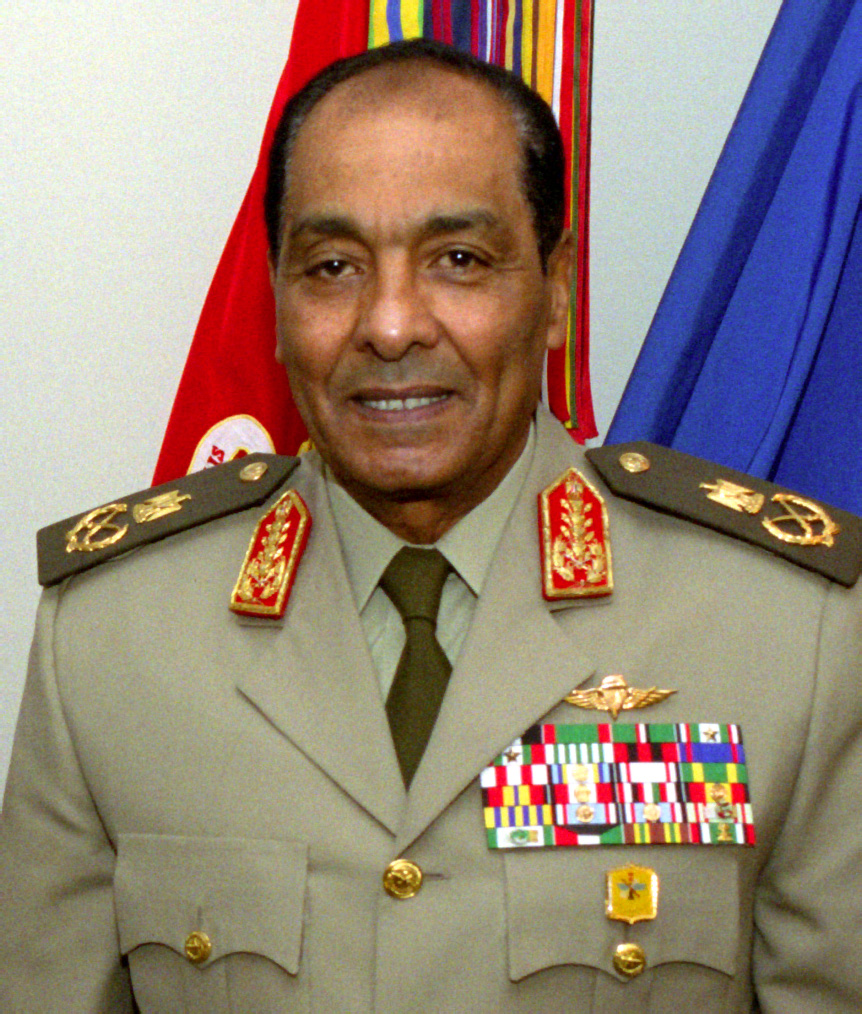
Mohammed Hussein Tantawi (2002)

Mohammed Hussein Tantawi (arabisch محمد حسين طنطاوى سليمان, DMG Muḥammad Ḥusain Ṭanṭāwī Sulaimān; * 31. Oktober 1935 in Kairo; † 21. September 2021 ebenda) war ein ägyptischer Politiker und Militär, ab 1989 im Rang eines Feldmarschalls.
Von 1991 bis 2012 war er als Nachfolger von Youssef Sabri Abu Taleb Verteidigungsminister und Minister für militärische Produktion. Nach dem Rücktritt des Staatspräsidenten Husni Mubarak im Februar 2011 leitete Tantawi als Vorsitzender des Obersten Militärrates in Zusammenarbeit mit dem ägyptischen Verfassungsgericht vorübergehend die Amtsgeschäfte Ägyptens.
Am 12. August 2012 wurde er von Präsident Mohammed Mursi seiner Ämter als Verteidigungsminister und Vorsitzender des Obersten Rates der Streitkräfte mit sofortiger Wirkung enthoben und in den Ruhestand versetzt. Sein Nachfolger wurde Abd al-Fattah as-Sisi.

## Leben
Tantawi, dessen Familie aus Tanta stammt, studierte Militärwissenschaft, wurde dann Militärattaché in Pakistan und später Kommandeur der Präsidentengarde.
Er war an wichtigen Kriegen seines Landes beteiligt und kämpfte als Soldat, später als Infanterieoffizier im Suez-Krieg 1956 gegen Frankreich, England und Israel, außerdem im Sechstagekrieg 1967 sowie im Jom-Kippur-Krieg 1973 ebenfalls gegen Israel. Im Jahr 1991 wurde er Verteidigungsminister, Minister für die Produktion militärischer Güter und Oberkommandierender der Streitkräfte. Unter seiner Führung zog Ägypten 1991 an der Seite der Vereinigten Staaten in den Zweiten Golfkrieg.
Am 4. Februar 2011 besuchte Tantawi als erstes Regierungsmitglied seine Truppen auf dem Tahrir-Platz und versuchte Demonstranten davon zu überzeugen, dass die meisten ihrer Forderungen bereits erfüllt seien und sie nach Hause gehen sollten. Nach dem Rücktritt des bisherigen Präsidenten Husni Mubarak am 11. Februar 2011 übernahm Tantawi als Vorsitzender des Obersten Militärrats die Funktion des Regierungschefs bis zu den angekündigten freien Wahlen. Mit der Machtübernahme war die verfassungsmäßige Legitimität, auf die sich Mubarak und Omar Suleiman beriefen, durch das Militär gebrochen worden. Laut der ägyptischen Verfassung hätte der Präsident des Parlaments oder der Vorsitzende des Verfassungsgerichts Mubaraks Nachfolge antreten müssen.
Als bis zum 12. August 2012 oberster Militär war Tantawi für die Aufklärung von Foltervorwürfen gegen die Armee zuständig.
Tantawi starb im September 2021 im Alter von 85 Jahren in Kairo.

## Kritik

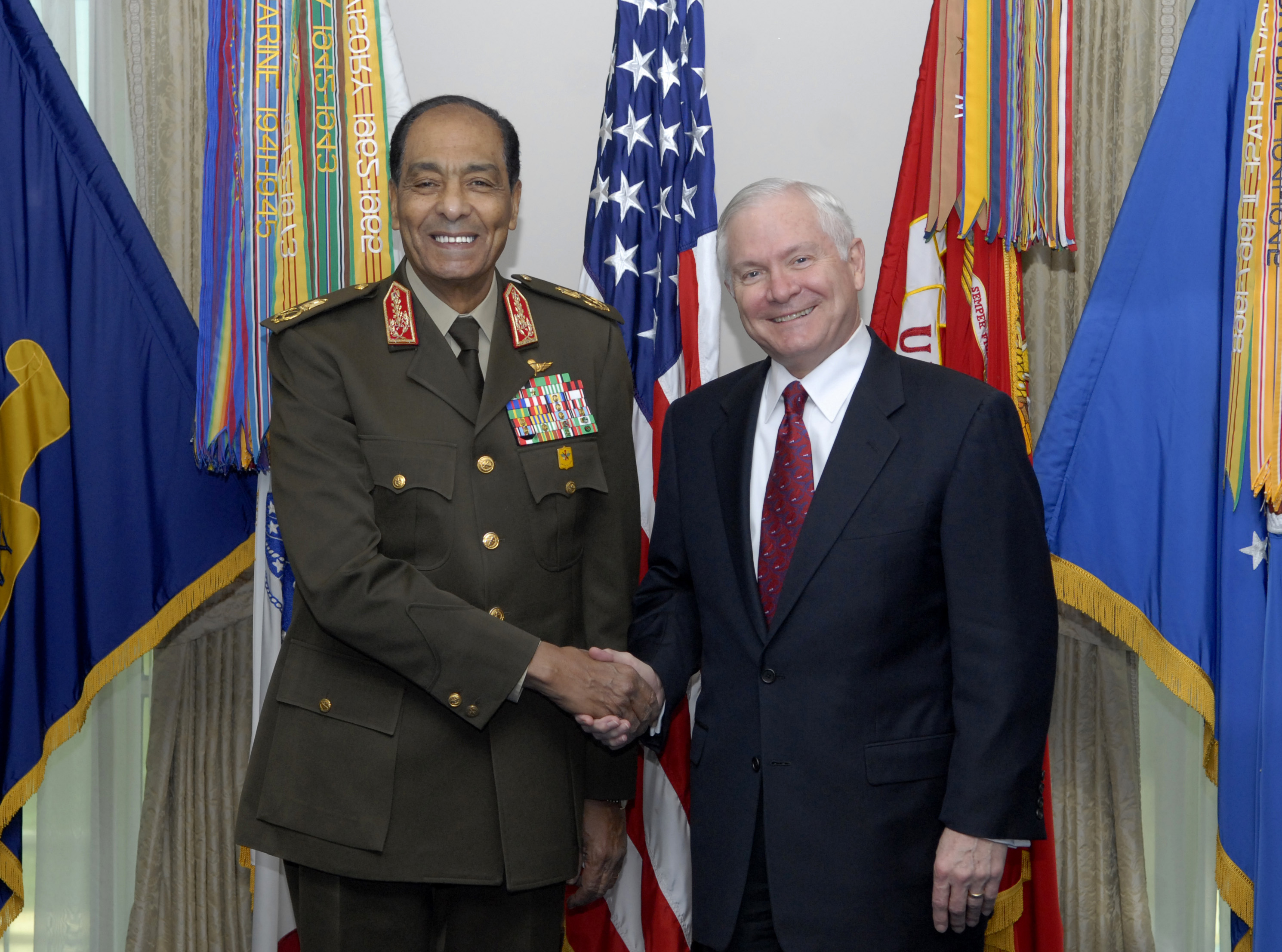
Tantawi mit dem US-amerikanischen Verteidigungsminister Robert Gates (2008)

Ägyptische Offiziere der mittleren Ränge nannten Tantawi „Mubaraks Pudel“ nach einer von Wikileaks 2008 veröffentlichten Depesche. Tantawi sei „inkompetent“, in der Truppe herrsche eine „Kultur des Kadavergehorsams“, befördert werde nur nach Loyalität, nicht nach Leistung.
Tantawi galt als Protégé Mubaraks und als ein Anwärter auf dessen Nachfolge in der Präsidentschaft des Landes. US-Diplomaten beschrieben den Feldmarschall als „reformresistent, charmant und vornehm“; andere Beobachter nannten seine Rhetorik und seinen Stil ähnlich archaisch wie die Mubaraks. Israel bezeichnete ihn als Hindernis im Kampf gegen den Waffenschmuggel an der ägyptischen Grenze zum Gazastreifen.